# Generał Artylerii (Wielka Brytania)
Generał Artylerii (ang. Master-General of Ordnance) – brytyjski urząd wojskowy odpowiedzialny za artylerię, inżynierię wojskową, fortyfikacje i zaopatrzenie. Wchodził w skład rządu. Zniesiony w 1855 r.

## Lista generałów
- 1544–1547: Thomas Seymour, 1. baron Seymour of Sudeley
- 1547–1554: Philip Hoby
- 1554–1559: Richard Southwell
- 1560–1590: Ambrose Dudley, 3. hrabia Warwick
- 1585–1586: Philip Sidney
- 1590–1597: vacat
- 1597–1601: Robert Devereux, 2. hrabia Essex
- 1601–1603: vacat
- 1603–1606: Charles Blount, 1. hrabia Devonshire
- 1608–1608: vacat
- 1608–1629: George Carew, 1. hrabia Totnes
- 1629–1634: Horace Vere, 1. baron Vere of Tilbury
- 1634–1661: Mountjoy Blount, 1. hrabia Newport
- 1661–1663: William Compton
- 1664–1670: urząd komisaryczny
- 1670–1679: Thomas Chicheley
- 1679–1682: urząd komisaryczny
- 1682–1688: George Legge, 1. baron Dartmouth
- 1689–1690: Frédéric-Armand de Schomberg, 1. książę Schomberg
- 1690–1693: vacat
- 1693–1702: Henry Sydney, 1. hrabia Romney
- 1702–1712: John Churchill, 1. książę Marlborough
- 1712–1712: Richard Savage, 4. hrabia Rivers
- 1712–1712: James Douglas-Hamilton, 4. książę Hamilton
- 1712–1714: vacat
- 1714–1722: John Churchill, 1. książę Marlborough
- 1722–1725: William Cadogan, 1. hrabia Cadogan
- 1725–1740: John Campbell, 2. książę Argyll
- 1740–1742: John Montagu, 2. książę Montagu
- 1742–1742: John Campbell, 2. książę Argyll
- 1742–1749: John Montagu, 2. książę Montagu
- 1749–1755: vacat
- 1755–1758: Charles Spencer, 3. książę Marlborough
- 1758–1759: vacat
- 1759–1763: John Ligonier, 1. wicehrabia Ligonier
- 1763–1770: John Manners, markiz Granby
- 1770–1772: vacat
- 1772–1782: George Townshend, 4. wicehrabia Townshend
- 1782–1783: Charles Lennox, 3. książę Richmond
- 1783–1784: George Townshend, 4. wicehrabia Townshend
- 1784–1795: Charles Lennox, 3. książę Richmond
- 1795–1801: Charles Cornwallis, 1. markiz Cornwallis
- 1801–1806: John Pitt, 2. hrabia Chatham
- 1806–1807: Francis Rawdon-Hastings, 2. hrabia Moira
- 1807–1810: John Pitt, 2. hrabia Chatham
- 1810–1819: Henry Phipps, 1. hrabia Mulgrave
- 1819–1827: Arthur Wellesley, 1. książę Wellington
- 1827–1828: Henry Paget, 1. markiz Anglesey
- 1828–1830: William Beresford, 1. wicehrabia Beresford
- 1830–1834: James Kempt
- 1834–1835: George Murray
- 1835–1841: Richard Vivian
- 1841–1846: George Murray
- 1846–1852: Henry Paget, 1. markiz Anglesey
- 1852–1852: Henry Hardinge, 1. wicehrabia Hardinge
- 1852–1855: FitzRoy Somerset, 1. baron Raglan